# Akobo (rzeka)
Akobo – rzeka w Etiopii i Sudanie Południowym o długości 434 km tworząca w części swej długości granice pomiędzy tymi państwami, przy zlewni o powierzchni wynoszącej około 13 200 km². Rzeka swoje źródło ma na Wyżynie Abisyńskiej na zachodzie Etiopii nieopodal miasta Mizan Teferi. Uchodzi do rzeki Pibor nieopodal miasta Akobo, która tworzy z kolei rzekę Sobat (po połączeniu z rzeką Baro).